# Geordie (band)
Geordie was een glamrockband uit Newcastle-upon-Tyne die het strakke intellectuele keurslijf van de hardrock verwisselde voor een mengsel van glam, hardrock en blues, overgoten met een Geordie-muziekstijl. In twee jaar tijd scoorden ze 4 Britse hits en een live-reputatie die hen tot op de huidige dag een legendarische status opgeleverd hebben.
De leden waren Brian Gibson op drums, Tom Hill op basgitaar en Vic Malcolm op leadgitaar.
Om aan een zanger te geraken, luisterden ze vele lp's van hardrockartiesten af, waarbij de stem van de latere AC/DC-zanger Brian Johnson hen het meest beviel vanwege de rauwheid, venijnigheid en de lol die eruit klonk.
Na 1973 was het gedaan met de faam van de band, maar tot 1980 verschenen er nog steeds lp's. Toen Brian in 1980 Bon Scott in AC/DC opvolgde, ging de groep tijdelijk uit elkaar, maar kwam zonder Brian opnieuw bij elkaar in 1982 om nog tot 1985 onder de naam Geordie platen te maken. Hun nieuwe zanger was 'Doctor' Rob Turnbull. Tevens werd de band toen versterkt met een tweede gitarist, David Stephenson. De naam werd veranderd in Powerhouse en een laatste gelijknamige lp was in 1986 het laatste wat van de drie bandleden gehoord werd.

## Discografie

### Studioalbums
- Hope You Like It (1973)
- Don't Be Fooled By The Name (1974)
- Save The World (1976)
- No Good Woman (1978)
- No Sweat (1983)

### Compilatie Albums
- Geordie - Masters Of Rock Vol. 8 (1974)
- Geordie Featuring Brian Johnson (1980)
- Brian Johnson And Geordie (1981) (hetzelfde als de vorige, maar met andere naam)
- Strange Man (onder de naam Brian Johnson)
- Keep On Rocking (1989) (U.S. compilatie onder de naam Brian Johnson & Geordie)
- Rocking With The Boys 1972-1976 (1991) (Australische compilatie)
- A Band From Geordieland (1996) (inclusief het album, Save The World)
- The Very Best Of Geordie (1997)
- The Very Best Of (1997) (Duitse compilatie onder de naam Brian Johnson & Geordie)
- The Best Of Geordie (1998)
- Can You Do It? (1999) (onder de naam Geordie Featuring Brian Johnson Of AC/DC, Delta Records)
- The Singles Collection (2001)
- Can You Do It (2003) (Nederlandse compilatie, Pickwick Records)
- The Best Of Geordie Featuring Brian Johnson (2005)
- Keep On Rockin' - The Very Best Of Geordie Featuring Brian Johnson (2009) (Spectre Re)